# Electrorana limoae
Electrorana limoae — викопний вид жаб, що існував у крейді (99 млн років тому).

## Скам'янілості
Рештки жаби виявлені у шматку бурштину, що знайдений на північному сході М'янми. Рештки неповні (відсутні задня частина тіла та задні кінцівки). Жаба сягала 2 см завдовжки. У цьому ж шматку смоли виявлений жук.
Вид описаний у 2018 році науковцями Китайського університету геологічних наук у Пекіні.